# Miosi
La miosi, en medicina, fa referència a la contracció de la pupil·la. Aquesta contracció es produeix gràcies al múscul esfínter de la pupil·la. Per altra banda, el múscul dilatador de la pupil·la fa l'acció antagònica, la midriasi.

## Etiologia
Aquesta contracció de la pupil·la pot desencadenar-se per diferents motius. Alguns fàrmacs i malalties en són la causa.

### Fàrmacs
Els opioides, els antipsicòtics, els agents colinèrgics i alguns fàrmacs utilitzats en el tractament de la quimioteràpia poden provocar la miosi.
| Antipsicòtics | Opioides | Agents colinèrgics   |
| ------------- | -------- | -------------------- |
| Haloperidol   | Codeïna  | Acetilcolina         |
|               | Morfina  | Carbacol i Betanecol |
|               | Tramadol | Muscarina            |

### Malalties
Hi ha diferents malalties que poden provocar la miosi, algunes d'elles són: hemorràgia intracranial, tumor de pancoast, miosi espasmòdica, miosi espinal, síndrome de Horner, entre d'altres.
La miosi espinal es produeix per una lesió a la medul·la espinal i l'espasmòdica per irritació del nervi motor ocular comú.